# 羅桑倫巴
瑟瑞爾·亨利·哈斯金（英語：Cyril Henry Hoskin，1910年4月8日—1981年2月25日），筆名星期二·羅桑·倫巴（英語：Tuesday Lobsang Rampa），生於英國德文郡普林普頓，自稱自己是一位藏傳佛教喇嘛，以藏人的名义撰写出版了自传体“三部曲”——《第三只眼睛》（The Third Eye，1956年），《来自拉萨的医生》（Doctor from Lhasa，1959年）和《然巴的故事》（The Rampa Story，1960年）。英国伦敦由马丁·瑟克尔和瓦伯格（Martin Secker & Warburg）有限公司出版, 在英语世界十分畅销，再版达9次。他從未到過西藏，有关他書中所描述的自身經歷與許多西藏風俗，在他過世後，被證實是虛構的。

## 生平
1952年，《第三隻眼》在英國出版。在書中，哈斯金稱自己是一位在西藏拉薩藥王山僧院中長大的藏傳佛教僧侶，是一位喇嘛上師，有重慶大學的學位證明，因為受到中華人民共和國軍隊的迫害，在1951年流亡英國。他曾經歷過一種西藏傳統外科手術，類似於頭部穿孔，之後開啟了第三隻眼，擁有透視的能力。